# Agustín Parejo School
Agustín Parejo School fue un colectivo de arte de la ciudad de Málaga que realizó instalaciones o performances entre 1982 y 1997. El colectivo APS tuvo una experiencia artística anónima, un experimento que duró apenas quince años, pero que marcó la trayectoria artística de Málaga toda una generación. Nació sin fecha precisa y murió sin llamar la atención, a diferencia de otros colectivos que nacieron en España, como Preiswert o Estrujenbank. Formado por una decena de jóvenes universitarios de Filosofía y Letras y Magisterio, algunos de los cuales compartían piso en la calle Agustín Parejo de la capital malacitana, se autodenominaban «grupo de acción artística» y a través de vídeos, instalaciones, carteles, postales y octavillas y, especialmente, a través de acciones callejeras, visibilizaban su contexto inmediato como un espacio de conflicto.

## Trayectoria
Las primeras acciones de APS fueron grafitis aparecidos en las calles de Málaga hacia 1981, pintadas en las que el carácter político que éstas habían tenido en el proceso de la transición democrática en España era subvertido ahora por referencias lingüísticas, artísticas o sociales.
En 1982, tendrá lugar su primera exposición, Agit-Pop de Octubre en la Galería del Ateneo de Málaga en la que presentaron una serie de pinturas realizadas sobre carteles electorales en las que las referencias artistas clásicos de la historia de la modernidad española como Picasso o Arroyo ocultaban y desvelaban los rostros de líderes políticos como Felipe González.
En 1985 realizan en el Colegio de Arquitectos de Málaga la exposición Du côté de l’URSS, cuyo título hacía referencia al Du côté de chez Swann de Marcel Proust, y en la que el colectivo intervino el espacio expositivo con  banderas, falsas tipografías cirílicas, monos de trabajo y cascos, sputniks y sardinas. Una nueva acción de guerrilla semiótica que fue recibida por la prensa local como «las impresiones que los miembros del grupo tenían sobre el arte de vanguardia de la Unión Soviética».
En el contexto de esta exposición, tendrá lugar la aparición de uno de los rizomas de Agustín Parejo School, el grupo musical UHP, acrónimo de "Uníos, hermanos proletarios", una faceta más avanzada del grupo, donde se mezcla el lado afterpunk con la electrónica industrial, un sonido nuevo con lemas de marcado sentido político bajo el que editaron dos casetes, FLNA y Abajo el muro.
En 1986 en la galería malagueña Pedro Pizarro presentaron Consignas, una serie en las que, de modo irónico, juegan con la pintura gestual del momento, introduciendo entre los brochazos signos textuales en los que se pueden leer referencias a Lacan (La palabra mata la cosa), juegos semánticos sobre la poesía (Poesie pour le poivre o Merde pour la poesia), derivas políticas (Namibia Libera Subito) o guiños irónicos al contexto nacional (Nº1 en Paellas o El mundo está bien gracias).
En este mismo año, 1986, invitados por el artista José María Córdoba a participar en el proyecto de intervenciones Propuesta cero en Fuengirola, APS plantean Caucus, una acción que emulaba una campaña electoral realizada por un candidato ficticio (Moreno) y que incluía pegada de carteles con el eslogan del candidato ("Vota moreno, vota con garbo"), recorrido por las calles de la localidad lanzando pasquines y traca final con un fallido lanzamiento de globo aerostático.
En 1987, el colectivo fue invitado a exponer en el Centro Cultural Galileo de Madrid donde presentaron De la envidiosa mano de la muerte, serie de pinturas sobre tela con franjas de colores que aluden a las banderas de equipos de fútbol como el Betis, Málaga CF o Fútbol Club Barcelona a la vez que reproducen ciertos discursos de la pintura minimal y conceptual como los llevados a cabo por artistas como Daniel Buren. Sobre estas telas de franjas bicolor, cuyo significado ya es equívoco, la extrañeza se amplifica cuando pintan sobre ellas el símbolo de la hoz y el martillo, provocando con ello una nueva apertura de significados.
También en 1987 y al igual que hicieran con UHP, Agustín Parejo School inician un nuevo proyecto musical bajo el nombre de Peña Wagneriana. Bajo esta denominación editan en Discos Matasellos un maxi E.P. que contenía Hirnos de Andalucía, canción que obtuvo gran repercusión al ser utilizada por el programa de Radio 3, Discópolis, como sintonía de inicio durante varios años. En el vídeo que editaron para la ocasión, sobre un primer plano de uno de los miembros de APS se iban sucediendo una serie de fotografías vinculadas al contexto andaluz, mientras la letra jugaba con el propio texto del Himno de Andalucía e introducía derivas lingüísticas sobre la identidad como el famoso «somos moros y estamos negros».
En 1990, el colectivo vuelve a exponer en la Galería Pedro Pizarro de Málaga, esta vez con una serie de piezas que desarrollan bajo el nombre de Agustín Parejo School. Línea de hogar, y que lleva por título La Sábana Santa. En estos trabajos, el impulso poético de APS se une a ese interés por extraer el arte de los circuitos convencionales, creando una serie de sábanas en las que a modo de esquelas van apareciendo textos que nos llevan del comentario metaliterario al apunte político, de «El noventa /y ocho/el venti /siete/ y el yes/ very well» a «Cold war/ Stars Wars /John War», de la reflexión filosófica, «Dasein/ in der/ welt sein/ sich/ worweg/sein» a la observación histórica, «Versailles/Postdam/ Disneyworld».
En 1990 realizan Sin vivienda, un proyecto que nace de la invitación del programa de TVE Metrópolis a realizar un monográfico sobre el trabajo de APS. A diferencia de otros artistas, que aprovecharon la invitación para difundir sus propias obras, el colectivo usó el espacio televisivo para tratar otra problemática que les resultaba más importante, el problema de las personas sin vivienda en la ciudad de Málaga.
Si bien en proyectos anteriores como El San Sebastián (1987), Gramática histórica (1988) o Juan Guerra (1991) habían activado los resortes críticos de la historia reciente de España, 1992 fue el año en el que APS ponen en marcha una maquinaria de relectura histórica que resultó clave en su trayectoria. En este año realizaron dos de sus proyectos más importantes, Sin Larios, para la EXPO'92, y Lenin Cumbe en el Museo de Arte Contemporáneo de Sevilla y también muy relacionado con la muestra internacional que conmemoraba el V Centenario del Descubrimiento de América.
La primera de las propuestas fue ideada a raíz de una invitación cursada por la comisaria de arte Mar Villaespesa para participar en Plus Ultra, un proyecto expositivo para el Pabellón de Andalucía en la Expo'92 que habría de realizarse en las ocho provincias andaluzas y que reunió a artistas internacionales como Francesc Torres, Soledad Sevilla, Adrian Piper, Alfredo Jaar, Dennis Adams o James Lee Byars. Como parte de los procesos de relectura histórica, el proyecto de APS para Plus Ultra trataba de "realizar una dislocación espacial durante diez días de julio" en el monumento al Marqués de Larios de Málaga realizado por el escultor Mariano Benlliure. Como recoge en la nota de prensa de la exposición, "el desplazamiento espacial propuesto por APS significaba suplantar la estatua del marqués que corona el monumento, por la de la alegoría del trabajo que descansa en uno de los dos podios inferiores, estatua esta última para la que sirvió de modelo un famoso torero de entonces, Luis Mazzantini. No obstante, el nuevo emplazamiento previsto para el marqués no sería el abandonado por el Mazzantini, sino que pasaría a ocupar una de las aceras que rodean la Plaza de La Marina, junto a un semáforo, como esperando a cruzar la calle, confundiéndose entre el resto de los ciudadanos". Ante el rechazo de la corporación municipal a conceder los permisos necesarios para la intervención, comisaria y artistas decidieron exponer el proceso de investigación sobre Sin Larios en la galería del Colegio de Arquitectos de Málaga y realizar una serie de materiales que a modo de merchandising visibilizaran el proyecto de una manera más cotidiana y casi invisible, pero que con el paso del tiempo ha conseguido no sólo que éste haya sido uno de los proyectos más conocidos de APS sino que colectivos sociales han hecho de la imagen de Sin Larios una herramienta para reclamar sus derechos.
También en 1992 Agustín Parejo School despliega en el Museo de Arte Contemporáneo de Sevilla Lenin Cumbe, una exposición que no se presentaba como muestra del propia colectivo sino que aquí APS actuarían como comisarios de un artista cuyo nombre es Lenin Cumbe. Tal y como se encargan de explicar en el texto del catálogo, durante la estancia de un miembro de Agustín Parejo School en Ecuador, descubre las obras de un artista local que se dedicaba a representar de una manera pictórica primitivistas las escenas de un noticiario. La intervención en el museo consistía en once aparatos de televisión cuyas pantallas habían sido pintadas de manera artesanal con escenas que proceden, por un lado de la vida cotidiana y, por otro, de los medios de comunicación. Acompaña a estas piezas un material que documenta gráfica y conceptualmente su ejecución por parte del artista Lenin Cumbe. Además de hacer explícitas las circunstancias del "descubrimiento" del artista, esta documentación tiene el objetivo de llamar la atención del público sobre algunas de las interrogaciones que plantea la relación entre APS, como artistas "descubridores", y Lenin Cumbe, como artista "descubierto", como ejemplo práctico en el que analizar las condiciones que presiden cualquier relación entre los llamados primer y tercer mundo en materia artística, metáfora a su vez de las condiciones del intercambio entre Norte y Sur en todos los ámbitos.
En 2016, el Centro Andaluz de Arte Contemporáneo dedicó al colectivo APS una exposición retrospectiva que estuvo comisariada por Jesús Alcaide y que reunió en el Claustrón Sur del Monasterio de la Cartuja más de un centenar de obras entre pintura, vídeo, collage, objetos, fotografía, documentos e instalaciones.

Todo acto de homenaje es un acto de traición. Abordar desde el formato expositivo el trabajo de Agustín Parejo School suponía desde un principio un alto grado de decepción, traición, fracaso. Introducir en la maquinaria institucional del museo unos trabajos cuya naturaleza era contraria a ella suponía admitir que sería difícil subvertir la lógica del fetiche, del objeto artístico como bibelot y de la idea del trabajo artístico como un engranaje más de la máquina feroz del capitalismo cultural.

## Arte e ideología
Agustín Parejo School nació de unas prácticas colaborativas con aire vanguardista, jugando con el lenguaje artístico y buscando ocupar el espacio público para llamar la atención en una sociedad 'idiotizada' o 'semiotizada', como decía Umberto Eco. Sus artistas se escondían en el anonimato para levantar la voz de una poética pop, irónica y desenfadada, con ánimo de influir en su ámbito social y cultural.
"El artista profesional intenta cambiar el arte para que no cambie la vida, Agustín Parejo School entra en lo real para cambiar la vida", afirma Jesús Alcaide, comisario de la exposición del CAAC de Sevilla en 2016.

## Proyectos desarrollados
- 1981: Primeras pegadas de carteles y pintadas en Málaga.
- 1982: Exposición del Colectivo APS en la galería Ateneo de Málaga.
- 1992: Proyecto Lenin Cumbe en el Museo de Arte Contemporáneo de Sevilla.
- 1992: Proyecto Sin Larios en la Expo 92 de Sevilla.
- 1997: Exposición en Cuba.